# 軒轅劍七 (製作中止遊戲)
《軒轅劍七》（內部研發代號為《X7》）是由大宇資訊授權，搜狐旗下子公司暢遊開發的大型多人線上角色扮演遊戲。
此作將融合軒轅劍系列各作設定，地域將橫跨歐亞大陸，時間將從上古時代一直延伸到隋唐之後。將引進平行世界概念，不同世界所觸發之事件將會因蝴蝶效應引發整體平行世界體系難以想像的後果。
2017年9月5日，隨著大宇官方宣佈單機遊戲《軒轅劍柒》立項，網遊版《軒轅劍七》項目正式流產。

## 设定

### 世界觀
遊戲背景將貫撤軒轅劍系列之世界觀。
上古時代，諸神留下十大神器─東皇鐘、軒轅劍、盤古斧、煉妖壺、昊天塔、伏羲琴、神農鼎、崆峒印、崑崙鏡和女媧石。
於唐朝末年，世有預言，妖星將現。妖星名叫赤貫星，為一顆彗星。神界當初為保護神州大陸不受西方妖魔侵略，以白貫星建立九天結界，阻擋妖魔侵略，然而當白貫星的對立面─赤貫星劃過天際時，九天結界將產生一個缺口，
稱之為「天之痕」。
五年後，伏魔山上，天之痕中要角─陳靖仇踏上修補天之痕之路。
眼看天之痕即將被修補，此時西方妖魔之主撒旦搶走軒轅劍，將天之痕斬破，九天結界瞬間被破解。伴隨九天結界被破，西方魔族大肆侵略中土，一路斬殺。
（改編自《天之痕》）
因九天結界崩毀，進而造成太一神殿的支撐力量受損，導致整個神殿搖搖欲墜。
在太一神殿之內所供奉神器為太一之輪，乃東皇太一與諸神設下天地萬物生剋之神器。
一旦太一之輪毀損，將造成整個東方世界徹底消失。（改編自《蒼之濤》。）
之後，於軒轅劍伍中昊天塔轉世─陸承軒與東皇鐘轉世─夏柔利用自身神器之力創造新世界，名為東皇界。（改編自《軒轅劍伍》）
《軒轅劍七》劇情將由此出發。

### 宗族介紹

#### 拓跋
- 生性好鬥，驍勇善戰
- 取名來源：天之痕

#### 太辰
- 應龍之群
- 取名來源：蒼之濤

#### 墨家
- 長於工巧，擅長製作各種機關
- 取名來源：楓之舞

#### 梅羅文加騎士團
- 守護光明，消滅邪惡
- 取名來源：軒轅劍

#### 玲瓏
- 天性敏感
- 取名來源：漢之雲

#### 飛羽
- 堅忍不拔，軍隊式的舉止
- 取名來源：漢之雲

## 开发
游戏官網最早于2012年8月10日宣布了游戏的信息。

## 主題電影
為軒轅劍七之微電影。
預告自2012年8月10日，於湖南衛視播出，在2012年8月21日正式上映。

片長約略8分鐘，由電視劇軒轅劍之天之痕中演員蔣勁夫、古力娜扎領銜主演，故事劇情將来到1500年後的現在─2012年，妖星再臨的全新篇章。

### 主要角色
| 演員     | 角色 | 介紹 |
| 蔣勁夫   | 夫仔 | 1500年前的“大地皇者”陈靖仇转世，2012年一个痴迷游戏的宅男。                                                                 |
| 古力娜扎 | 小雪 | 女媧之女的转世，2012年裡“神器转世”的游戏制作人。等候“大地皇者”陈靖仇1500年，只为了唤醒陈靖仇，后一起阻止赤贯妖星再临人间。 |

## 外部連結
- （简体中文）《軒轅劍七》官方網站 （页面存档备份，存于）
- （简体中文）《軒轅劍七》官方新浪微博 （页面存档备份，存于）
- （简体中文）《軒轅劍》官方新浪微博 （页面存档备份，存于）
- （繁體中文）《軒轅劍》官方FB （页面存档备份，存于）
- （简体中文）《軒轅劍七》主題電影官方Youku觀看連結